# Giuliano Fortini
Giuliano Fortini (Tivoli, 8 settembre 1996) è un giocatore di calcio a 5 italiano.

## Carriera

### Club
Cresciuto nelle giovanili della Lodigiani, a 16 anni passa al calcio a 5 giocando in Serie D con l'Old Style. Convocato da Salvatore Corsaletti, selezionatore della rappresentativa laziale, nel 2013 prende parte al torneo delle Regioni dove viene notato dalla Lazio che nella stagione 2014-15 lo inserisce nel proprio settore giovanile. Con la Under-21 biancoceleste vince Coppa Italia e Supercoppa di categoria, mentre la stagione successiva debutta con la prima squadra in Serie A.

### Nazionale
Il 10 agosto 2016 esordisce con la nazionale italiana nel corso dell'amichevole vinta dagli azzurri per 6-3 contro la Slovacchia. Il 28 gennaio 2018 viene inserito da Roberto Menichelli nella lista definitiva dei convocati per l'Europeo 2018. Il 17 gennaio 2022 viene incluso nella lista definitiva dell'Italia per il Campionato europeo 2022.

## Palmarès

### Competizioni nazionali
- Campionato italiano: 3

Italservice: 2018-19, 2020-21, 2021-22
- Coppa Italia: 2

Italservice: 2020-21, 2021-22
- Supercoppa italiana: 3

Italservice: 2019, 2021, 2022

### Competizioni giovanili
- Coppa Italia Under-21: 1

Lazio 2014-15
- Supercoppa italiana Under-21: 1

Lazio: 2015